# Miguel Abuelo
Miguel Ángel Peralta (Munro, Buenos Aires, 21 de março de 1946 - Munro, Buenos Aires, 26 de março de 1988), mais conhecido como Miguel Abuelo, foi um músico, poeta e cantor argentino. Foi líder do grupo Los Abuelos de la Nada.

## Morte
Morreu vítima do vírus HIV em 26 de março de 1988, aos 42 anos.

## Discografia
- Miguel Abuelo (simple), (1968)
- Miguel Abuelo (simple), (1970)
- Et Nada, (1975)
- Buen día, día, (1984)